# Luxemburgs voetbalelftal in 2009
Het Luxemburgs voetbalelftal speelde in totaal acht interlands in het jaar 2009, waaronder zes wedstrijden in de kwalificatiereeks voor de WK-eindronde 2010 in Zuid-Afrika. De ploeg stond voor het vijfde opeenvolgende jaar onder leiding van oud-international Guy Hellers, die de Deen Allan Simonsen was opgevolgd. Op de FIFA-wereldranglijst zakte Luxemburg in 2009 van de 121ste (januari 2009) naar de 128ste plaats (december 2009). Middenvelders Gilles Bettmer, Ben Payal en René Peters waren in 2009 de enige spelers die in alle acht duels in actie kwamen, van de eerste tot en met de laatste minuut.

## Balans
| Wedstrijden | Wedstrijden | Wedstrijden | Wedstrijden | Doelpunten | Doelpunten | Doelpunten | Punten |
| Gespeeld    | Winst       | Gelijk      | Verlies     | Voor       | Tegen      | Saldo      | Punten |
| ----------- | ----------- | ----------- | ----------- | ---------- | ---------- | ---------- | ------ |
| 8           | 0           | 2           | 6           | 2          | 20         | –18        | 0.250  |

## Interlands
|                                                             |           |                                                                                         |         |                                                                                     |
| 28 maart WK-kwalificatie № 496 «onderlinge duels» 16:00 uur | Luxemburg | 0 – 4                                                                                   | Letland | Stade Josy Barthel, Luxemburg Toeschouwers: 2.516 Scheidsrechter: Mark Whitby (WAL) |
| 28 maart WK-kwalificatie № 496 «onderlinge duels» 16:00 uur |           | 25' Ģirts Karlsons 48' Aleksandrs Cauņa 71' Aleksejs Višņakovs 86' Andrejs Pereplotkins |         | Stade Josy Barthel, Luxemburg Toeschouwers: 2.516 Scheidsrechter: Mark Whitby (WAL) |

|                                                            |                                            |       |           |                                                                              |
| 1 april WK-kwalificatie № 497 «onderlinge duels» 16:30 uur | Letland                                    | 2 – 0 | Luxemburg | Skonto Stadion, Riga Toeschouwers: 6.700 Scheidsrechter: Firat Aydinus (TUR) |
| 1 april WK-kwalificatie № 497 «onderlinge duels» 16:30 uur | Jurijs Zigajevs 44' Māris Verpakovskis 76' |       |           | Skonto Stadion, Riga Toeschouwers: 6.700 Scheidsrechter: Firat Aydinus (TUR) |

|                                                                  |           |                        |          |                                                                                    |
| 12 augustus Vriendschappelijk № 498 «onderlinge duels» 20:00 uur | Luxemburg | 0 – 1                  | Litouwen | Stade Josy Barthel, Luxemburg Toeschouwers: 1.455 Scheidsrechter: Alan Black (NIR) |
| 12 augustus Vriendschappelijk № 498 «onderlinge duels» 20:00 uur |           | 82' Tomas Danilevičius |          | Stade Josy Barthel, Luxemburg Toeschouwers: 1.455 Scheidsrechter: Alan Black (NIR) |

|                                                                |          |       |           |                                                                                      |
| 5 september WK-kwalificatie № 499 «onderlinge duels» 19:00 uur | Moldavië | 0 – 0 | Luxemburg | Zimbru Stadion, Chisinau Toeschouwers: 7.820 Scheidsrechter: Gediminas Mažeika (LTU) |
| 5 september WK-kwalificatie № 499 «onderlinge duels» 19:00 uur |          |       |           | Zimbru Stadion, Chisinau Toeschouwers: 7.820 Scheidsrechter: Gediminas Mažeika (LTU) |

|                                                                | |       |           |                                                                                        |
| 9 september WK-kwalificatie № 500 «onderlinge duels» 19:00 uur | Israël | 7 – 0 | Luxemburg | Ramat Gan Stadion, Tel Aviv Toeschouwers: 7.038 Scheidsrechter: Michael Svendsen (DEN) |
| 9 september WK-kwalificatie № 500 «onderlinge duels» 19:00 uur | Elyaniv Barda 9' Aviram Baruchyan 15' Elyaniv Barda 21' Elyaniv Barda 44' Omer Golan 58' Ben Sahar 63' Ben Sahar 84' |       |           | Ramat Gan Stadion, Tel Aviv Toeschouwers: 7.038 Scheidsrechter: Michael Svendsen (DEN) |

|                                                               |           |                                                               |             |                                                                                           |
| 10 oktober WK-kwalificatie № 501 «onderlinge duels» 16:45 uur | Luxemburg | 0 – 3                                                         | Zwitserland | Stade Josy Barthel, Luxemburg Toeschouwers: 8.031 Scheidsrechter: Eduardo Iturralde (ESP) |
| 10 oktober WK-kwalificatie № 501 «onderlinge duels» 16:45 uur |           | 6' Philippe Senderos 8' Philippe Senderos 22' Benjamin Huggel |             | Stade Josy Barthel, Luxemburg Toeschouwers: 8.031 Scheidsrechter: Eduardo Iturralde (ESP) |

|                                                               |                                           |       |                                |                                                                                                   |
| 14 oktober WK-kwalificatie № 502 «onderlinge duels» 19:00 uur | Griekenland                               | 2 – 1 | Luxemburg                      | Olympisch Stadion Spyridon Louis, Athene Toeschouwers: 13.932 Scheidsrechter: Darko Ceferin (SLO) |
| 14 oktober WK-kwalificatie № 502 «onderlinge duels» 19:00 uur | Vasilis Torosidis 30' Theofanis Gekas 33' |       | 90' (e.d.) Avraam Papadopoulos | Olympisch Stadion Spyridon Louis, Athene Toeschouwers: 13.932 Scheidsrechter: Darko Ceferin (SLO) |

|                                                                  |                   |       |                       |                                                                                      |
| 14 november Vriendschappelijk № 503 «onderlinge duels» 19:00 uur | Luxemburg         | 1 – 1 | IJsland               | Stade Josy Barthel, Luxemburg Toeschouwers: 913 Scheidsrechter: Pol van Boekel (NED) |
| 14 november Vriendschappelijk № 503 «onderlinge duels» 19:00 uur | Kim Kintziger 75' |       | 63' Garðar Jóhannsson | Stade Josy Barthel, Luxemburg Toeschouwers: 913 Scheidsrechter: Pol van Boekel (NED) |

## FIFA-wereldranglijst
| JAN | FEB | MAR | APR | MEI | JUN | JUL | AUG | SEP | OKT | NOV | DEC |
| --- | --- | --- | --- | --- | --- | --- | --- | --- | --- | --- | --- |
| 121 | 120 | 122 | 126 | 126 | 120 | 119 | 119 | 116 | 133 | 128 | 128 |

## Statistieken
| Jonathan Joubert    | 1979-09-12 | F91 Dudelange       | 6 | 0 | 0 | 32 | 0 |
| Marc Oberweis       | 1982-11-06 | Jeunesse Esch       | 2 | 0 | 0 | 7  | 0 |
| Verdediging         |            |                     |   |   |   |    |   |
| Jeff Strasser       | 1974-10-05 | Grasshopper Zürich  | 7 | 0 | 0 | 95 | 6 |
| Mathias Jänisch     | 1990-08-27 | FC Differdange 03   | 6 | 2 | 0 | 8  | 0 |
| Kim Kintziger       | 1987-04-02 | FC Differdange 03   | 6 | 1 | 1 | 33 | 1 |
| Guy Blaise          | 1980-12-12 | Excelsior Virton    | 6 | 0 | 0 | 6  | 0 |
| Eric Hoffmann       | 1984-06-21 | Jeunesse Esch       | 6 | 0 | 0 | 60 | 0 |
| Tom Laterza         | 1992-05-09 | CS Sedan Ardennes B | 1 | 1 | 0 | 2  | 0 |
| Ante Bukvić         | 1987-11-14 | FC Differdange 03   | 1 | 0 | 0 | 1  | 0 |
| Jacques Plein       | 1987-02-17 | Etzella Ettelbruck  | 1 | 0 | 0 | 1  | 0 |
| Massimo Martino     | 1990-09-18 | Wuppertaler SV II   | 0 | 2 | 0 | 4  | 0 |
| Middenveld          |            |                     |   |   |   |    |   |
| Gilles Bettmer      | 1989-03-31 | Eintracht Trier     | 8 | 0 | 0 | 31 | 0 |
| Ben Payal           | 1988-09-08 | F91 Dudelange       | 8 | 0 | 0 | 29 | 0 |
| René Peters         | 1981-06-15 | Jeunesse Esch       | 8 | 0 | 0 | 71 | 3 |
| Mario Mutsch        | 1984-09-03 | FC Metz             | 7 | 0 | 0 | 38 | 1 |
| Claudio Lombardelli | 1987-10-14 | Jeunesse Esch       | 4 | 1 | 0 | 25 | 0 |
| Alphonse Leweck     | 1981-12-16 | Etzella Ettelbruck  | 1 | 5 | 0 | 52 | 4 |
| Carlos Ferreira     | 1980-08-24 | Etzella Ettelbruck  | 0 | 2 | 0 | 20 | 0 |
| Joël Pedro          | 1992-04-10 | CS Sedan Ardennes B | 0 | 2 | 0 | 2  | 0 |
| Lars Krogh Gerson   | 1990-02-05 | Kongsvinger IL      | 0 | 1 | 0 | 6  | 0 |
| Aanval              |            |                     |   |   |   |    |   |
| Joël Kitenge        | 1987-11-12 | CS Fola Esch        | 4 | 1 | 0 | 20 | 1 |
| Sergio Pupovac      | 1979-07-05 | Jeunesse Esch       | 2 | 3 | 0 | 5  | 0 |
| Stefano Bensi       | 1988-08-11 | F91 Dudelange       | 2 | 1 | 0 | 5  | 0 |
| Dan Collette        | 1985-04-02 | Jeunesse Esch       | 1 | 3 | 0 | 23 | 0 |
| Daniel da Mota      | 1985-09-11 | F91 Dudelange       | 1 | 2 | 0 | 17 | 0 |

FLF · A-internationals · Bondscoaches · Statistieken · Luxemburgs vrouwenelftal · Luxemburg U21 · Luxemburg U19 · Luxemburg U18 · Luxemburg U17 · Luxemburg U16
1911 – 1919 ·
1920 – 1929 ·
1930 – 1939 ·
1940 – 1949 ·
1950 – 1959 ·
1960 – 1969 ·
1970 – 1979 ·
1980 – 1989 ·
1990 – 1999 ·
2000 – 2009 ·
2010 – 2019 ·
2020 − 2029
OS 1920 · 
OS 1924 · 
OS 1928 · 
OS 1936 · 
OS 1948 · 
OS 1952
1911 · 
1912 · 
1913 · 
1914 · 
1915 · 1916 · 1917 · 1918 · 1919 · 
1920 · 
1921 · 1922 · 1923 · 
1924 · 
1925 · 1926 · 
1927 · 
1928 · 
1929 · 1930 · 1931 · 1932 · 1933 · 
1934 · 
1935 · 
1936 · 
1937 · 
1938 · 
1939 · 
1940 · 
1941 · 1942 · 1943 · 1944 · 
1945 · 
1946 · 
1947 · 
1948 · 
1949 · 
1950 · 
1952 · 
1952 · 
1953 · 
1954 · 
1955 · 
1956 · 
1957 · 
1958 · 
1959 · 
1960 · 
1961 · 
1962 · 
1963 · 
1964 · 
1965 · 
1966 · 
1967 · 
1968 · 
1969 · 
1970 · 
1971 · 
1972 · 
1973 · 
1974 · 
1975 · 
1976 · 
1977 · 
1978 · 
1979 · 
1980 · 
1981 · 
1982 · 
1983 · 
1984 · 
1985 · 
1986 · 
1987 · 
1988 · 
1989 · 
1990 · 
1991 · 
1992 · 
1993 · 
1994 · 
1995 · 
1996 · 
1997 · 
1998 · 
1999 · 
2000 · 
2001 · 
2002 · 
2003 · 
2004 · 
2005 · 
2006 · 
2007 · 
2008 · 
2009 · 
2010 · 
2011 · 
2012 · 
2013 · 
2014 · 
2015 ·
2016 ·
2017 ·
2018 ·
2019 ·
2020 ·
2021
Afghanistan ·
Albanië ·
Algerije ·
Armenië ·
Azerbeidzjan ·
België ·
Bosnië en Herzegovina ·
Brazilië ·
Bulgarije ·
Canada ·
Cyprus ·
DDR ·
Denemarken ·
(West-)Duitsland ·
Egypte ·
Engeland ·
Estland ·
Faeröer ·
Finland ·
Frankrijk ·
Gambia ·
Georgië ·
Griekenland ·
Hongarije ·
Ierland ·
IJsland ·
Israël ·
Italië ·
Japan ·
Joegoslavië ·
Kaapverdië ·
Kameroen ·
Kazachstan ·
Letland ·
Liechtenstein ·
Litouwen ·
Madagaskar ·
Malta ·
Marokko ·
Mexico ·
Moldavië ·
Montenegro ·
Myanmar ·
Nederland ·
Nigeria ·
Noord-Ierland ·
Noord-Macedonië ·
Noorwegen ·
Oekraïne ·
Oostenrijk ·
Polen ·
Portugal ·
Qatar ·
Roemenië ·
Rusland ·
San Marino ·
Saoedi-Arabië ·
Schotland ·
Senegal ·
Servië ·
Servië en Montenegro ·
Slovenië ·
Slowakije ·
Sovjet-Unie ·
Spanje ·
Thailand ·
Togo ·
Tsjechië ·
Tsjecho-Slowakije ·
Turkije ·
Uruguay ·
Verenigde Staten ·
Wales ·
Wit-Rusland ·
Zuid-Korea ·
Zweden ·
Zwitserland